# Celatiscincus
Genre
Celatiscincus est un genre de sauriens de la famille des Scincidae.

## Répartition
Les espèces de ce genre sont endémiques de Nouvelle-Calédonie.

## Liste des espèces
Selon The Reptile Database (2 août 2012) :
- Celatiscincus euryotis (Werner, 1909)
- Celatiscincus similis Sadlier, Smith & Bauer, 2006

## Étymologie
Le nom Celatiscincus dérive du latin celatus, caché, et scincus, scinque, en référence au fait que les espèces de ce genre ont des caractéristiques qui ont été longtemps méconnues.

## Publication originale
- Sadlier, Smith & Bauer 2006 : A new genus for the New Caledonian scincid lizard Lygosoma euryotis Werner, 1909, and the description of a new species. Records of the Australian Museum, vol. 58, no 1, p. 19-28 (texte intégral).